# Intersecția de autostrăzi Schkeuditz

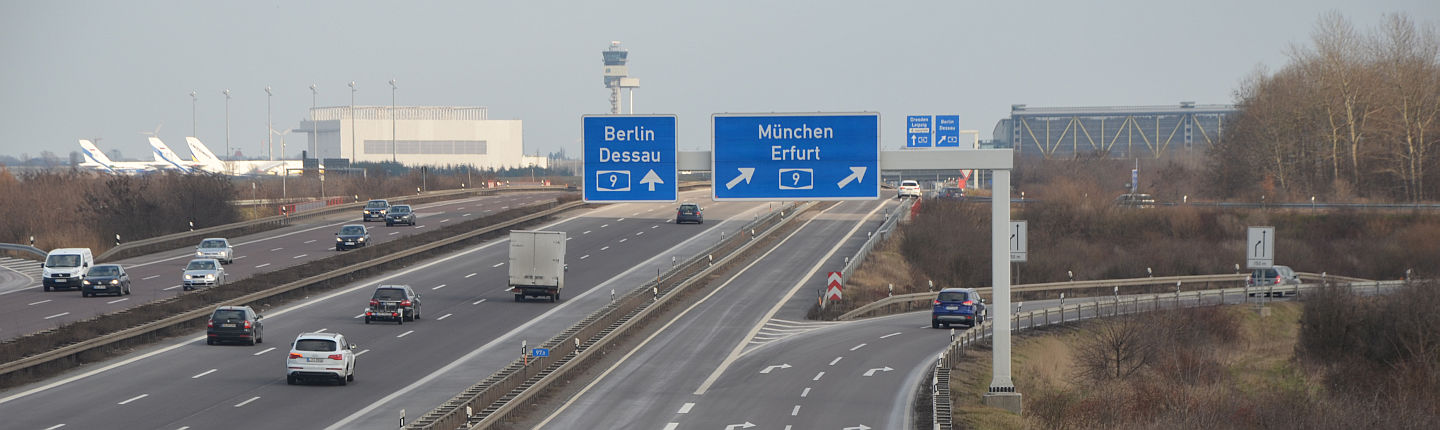
A 14 în înainte de Intersecția Schkeuditzer, pe fundal în stânga aeroportul Leipzig/Halle

Intersecția de autostrăzi Schkeuditz (în germană Schkeuditzer Kreuz, de asemenea: Autobahnkreuz Schkeuditz; abreviere: AK Schkeuditz; forma scurtă: Kreuz Schkeuditz) este cea mai veche intersecție de autostrăzi din Europa și este situată în Saxonia în regiunea metropolitană a Germaniei Centrale. Leagă A 9 (Berlin–Leipzig–München) cu A 14 (Wismar–Magdeburg –Dresda).

## Geografie
Intersecția este situată în municipiul Wiedemar și Schkeuditz. Orașele și comunitățile din jur sunt Kabelsketal, Schkopau, Zwochau și Landsberg (Saalekreis). Cele mai apropiate districte sunt Werlitzsch în zona Wiedemar iar Glesien și Kursdorf în zona Schkeuditz iar Beuditz în zona Kabelsketal. Este situat la aproximativ 15 km nord-vest de Leipzig, la aproximativ 20 km sud-est de Halle/Saale și la aproximativ 45 km sud de Dessau.
În imediata apropiere se află Aeroportul Leipzig-Halle, unul dintre cele mai mari aeroporturi de marfă din Europa, de la care A 14 în direcția Dresda trece pe sub trei căi de rulare între pista de decolare/aterizare și terminal.
IA Schkeuditz are numărul 15 pe A 9 și numărul 20 pe A 14.

## Istoric
Intersecția de autostrăzi Schkeuditz a fost pusă în funcțiune pe 21 noiembrie 1936, dar nu a fost finalizată decât pe 5 noiembrie 1938. A fost primua intersecție de autostrăzi din Europa.
Forma originală a fost de trifoi complet cu dimensiuni semnificativ mai mici.

## Forma constructivă
În zona intersecției, ambele autostrăzi au șase benzi de circulație fiecare (câte trei pe sens).
Intersecția este construită după principiul de bază al formei de trifoi. Abaterea de la aceasta, conexiunea de la Dresda spre Nürnberg/München se realizează printr-un pod (survolat), care se întinde peste întreaga A 9 și se conectează la aceasta printr-o curbă largă spre stânga.